# 케플러 모션
케플러 모션(영어: Kepler Motion)은 케플러 모터스에서 제조한 스포츠카이다.
케플러 모션은 후방을 구동하는 550 hp (410 kW) V6 엔진과 전방을 구동하는 두 개의 전기 모터 (총 250 hp (190 kW)%s)를 가지고 있다. 모션은 2.5초 만에 60 mph (97 km/h)까지 가속할 수 있으며 최고 속도는 200 mph (320 km/h)이다. 모노코크 차체와 섀시는 탄소 섬유 복합재로 만들어졌으며, 연속적인 탄소 세라믹 브레이크 로터, 액티브 서스펜션 및 액티브 에어로다이내믹스를 특징으로 한다. 7단 패들 시프트 듀얼 클러치 변속기가 장착되어 있다. 휠은 4피스 탄소 섬유 및 알루미늄으로, 전방 19인치, 후방 20인치이다.
엔진은 3.5리터 포드 에코부스트 엔진을 기반으로 하며 575 ft·lb (780 N·m)의 토크를 생성한다. V6 엔진은 후륜만 구동하고 전륜은 전기 모터만으로 구동된다.
이 자동차 생산을 위한 주요 자본원은 싱가포르 로마 그룹의 설립자인 조나단 림이었다.
많은 부품이 CRP 그룹의 도움을 받아 만들어졌다.

## 케플러 17B
동일한 차체와 섀시를 기반으로 한 트랙 전용 버전이 케플러 17B로 판매되었다. 구동계는 1,009 hp (752 kW)로 증가했으며, 전기 모터가 303 hp (226 kW)을, V6 엔진이 706 hp (526 kW)을 공급했다. F1 KERS 배터리 팩과 6단 자동 수동 마그네슘 변속기를 사용했다. 10대만 생산될 예정이었다.